# Armindo Teixeira Lopes
Armindo Teixeira Lopes (* 1905 in Abreiro, Kreis Mirandela; † 1976 in Lissabon) war ein portugiesischer Maler.

## Leben
Er absolvierte nur eine einfache Schulbildung und wurde Beamter. Autodidaktisch brachte er sich das Zeichnen und Malen bei, und er eignete sich Kenntnisse der Literatur, Geografie, Biologie, Chemie und der Französischen Sprache an. Nachdem er von 1935 bis 1948 in seiner Heimatstadt gearbeitet hatte, ging er nach Lissabon, wo er Beamter am staatlichen Rechnungshof, dem damaligen Tribunal de Recursos e Avaliações, wurde.
Nach dem Ausscheiden aus dem öffentlichen Dienst ging er nach Belo Horizonte in Brasilien, wo er Herrenhäuser und Villen dekorierte. 1967 ging er nach Luanda, in die damalige Überseebesitzung Angola, und 1968 nach Mosambik, damals ebenfalls portugiesisch. 1972 kehrte er nach Lissabon zurück, wo er 1976 starb.
Er war verheiratet und hatte eine Tochter und zwei Söhne. Seine Söhne Hilário Teixeira Lopes (* 1932) und Manuel Gil Teixeira Lopes (1936–2022) wurden ebenfalls Maler, insbesondere letzterer erlangte auch international einige Beachtung.

## Rezeption
Seine stilübergreifenden Bilder waren von besonders warmen Farben gekennzeichnet, was man den Einflüssen seiner Aufenthalte in den tropischen Ländern Brasilien, Angola und Mosambik zuschreibt.
Seine Heimatstadt eröffnete 1981 das städtische Museum Museu Municipal Armindo Teixeira Lopes, im Centro Cultural de Mirandela untergebracht. Vor allem die von seinen Söhnen gestiftete Sammlung seiner Werke bildeten den Grundstock der Exponate. Das Museum entwickelte sich seither zu einem auch international beachteten Kunstmuseum und zeigt inzwischen Werke von über 200 Künstlern.